# Zapuščina
Zapuščina je vse premoženje in pravice, kot tudi vse obveznosti, ki jih je pustil zapustnik ob svoji smrti kot svoje. V pojem zapuščine ne spada premoženjska masa, ki se iz zapustnikovega premoženja izloči na zahtevo njegovih potomcev ter posvojencev in njihovih potomcev, ki so živeli skupaj z zapustnikom in mu pomagali pri pridobivanju in ustreza njihovem prispevku. 
Pojem je različen od dediščine, saj izraz govori o zapuščenem in še ne o podedovanem premoženju. Zapustnikova smrt oz. razglasitev zapustnika za mrtvega je osnovni pogoj za uvedbo dedovanja, čemur sledi delacija in akvizicija, ki v Sloveniji sovpadata. Od tu naprej govorimo o dediščini.
Obstaja tudi sistem sprejema dediščine (tj.ležeče dediščine ali hereitas iacens), ki ga pozna tudi rimsko pravo.